# Esclusas del canal de Panamá

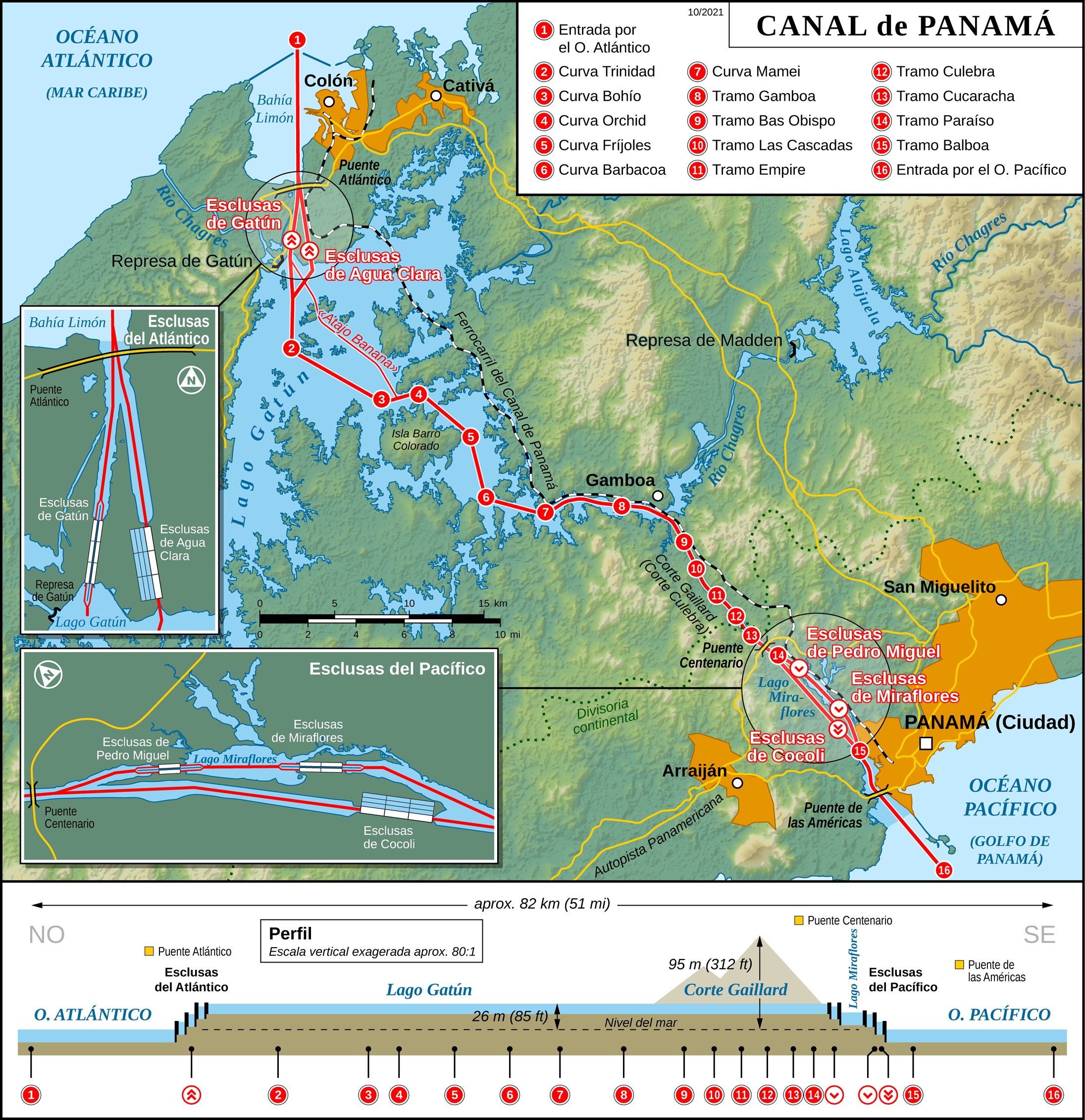
Diagrama del canal de Panamá que muestra la secuencia de esclusas y de pasos que un buque pasa mientras transita el canal.

Las esclusas del canal de Panamá, que levantan las naves 25,9 m (85 pies) hasta el punto más alto del canal en el lago Gatún y luego las hacen descender, fueron en su momento una de las obras de ingeniería más grandes de su época, superada solamente por otras etapas del proyecto de la vía interoceánica. No había otra construcción en hormigón armado comparable en tamaño, hasta la construcción de la represa Hoover en la década de 1930. La longitud total de las estructuras de las esclusas, incluyendo el acceso a las paredes, es de tres kilómetros (casi dos millas).
Las esclusas, que tienen un total de seis etapas, limitan el tamaño máximo de la manga de las naves que pueden transitar por el canal, conocido como panamax. Cada una de estas etapas tiene dos cámaras de esclusas, doblando la capacidad de tráfico que puede ser manejada; juntas elevan las naves desde el nivel del mar hasta una altura de 25,9 m (85 pies).
Un juego de esclusas adicional, incorporado en los trabajos de ampliación del canal, permitió que puedan transitar una mayor cantidad de buques, y más grandes. Hay dos carriles de tránsito independientes, ya que cada bloqueo se construyó doble. El tamaño de las esclusas originales limita el tamaño máximo de los buques que pueden transitar por el canal; este tamaño se conoce como Panamax. Entonces, con la finalización del proyecto de expansión, que incluyó un tercer set de esclusas, que comenzó a ejecutarse en septiembre de 2007. Y su operación comercial comenzó el 26 de junio de 2016, permitiendo transitar barcos New Panamax, que tienen una mayor capacidad de carga que las esclusas anteriores de lo que eran capaces de manejar.

## Diseño
Hay 5 conjuntos de esclusas en el canal: Pedro Miguel, Agua Clara, Miraflores, Gatún y Cocolí. Un sistema de dos etapas en Miraflores, y otro de una etapa en Pedro Miguel, que suben el nivel desde el Pacífico hasta el lago Gatún; y un sistema triple en Gatún que baja el nivel desde el lago al Atlántico. Los tres sistemas de esclusas se emparejan; es decir, hay dos trayectorias paralelas de esclusas en cada uno de los tres sitios de la esclusa. Esto, en principio, permite que puedan pasar naves en ambas direcciones opuestas simultáneamente. Sin embargo, en la práctica, las naves grandes no pueden cruzarse con seguridad a gran velocidad en el Corte Culebra. 
Las cámaras de esclusa tienen 33,53 m (110 pies) de anchura y 320 m (1050 pies) de longitud, con una longitud útil de 304,8 m (1000 pies). 

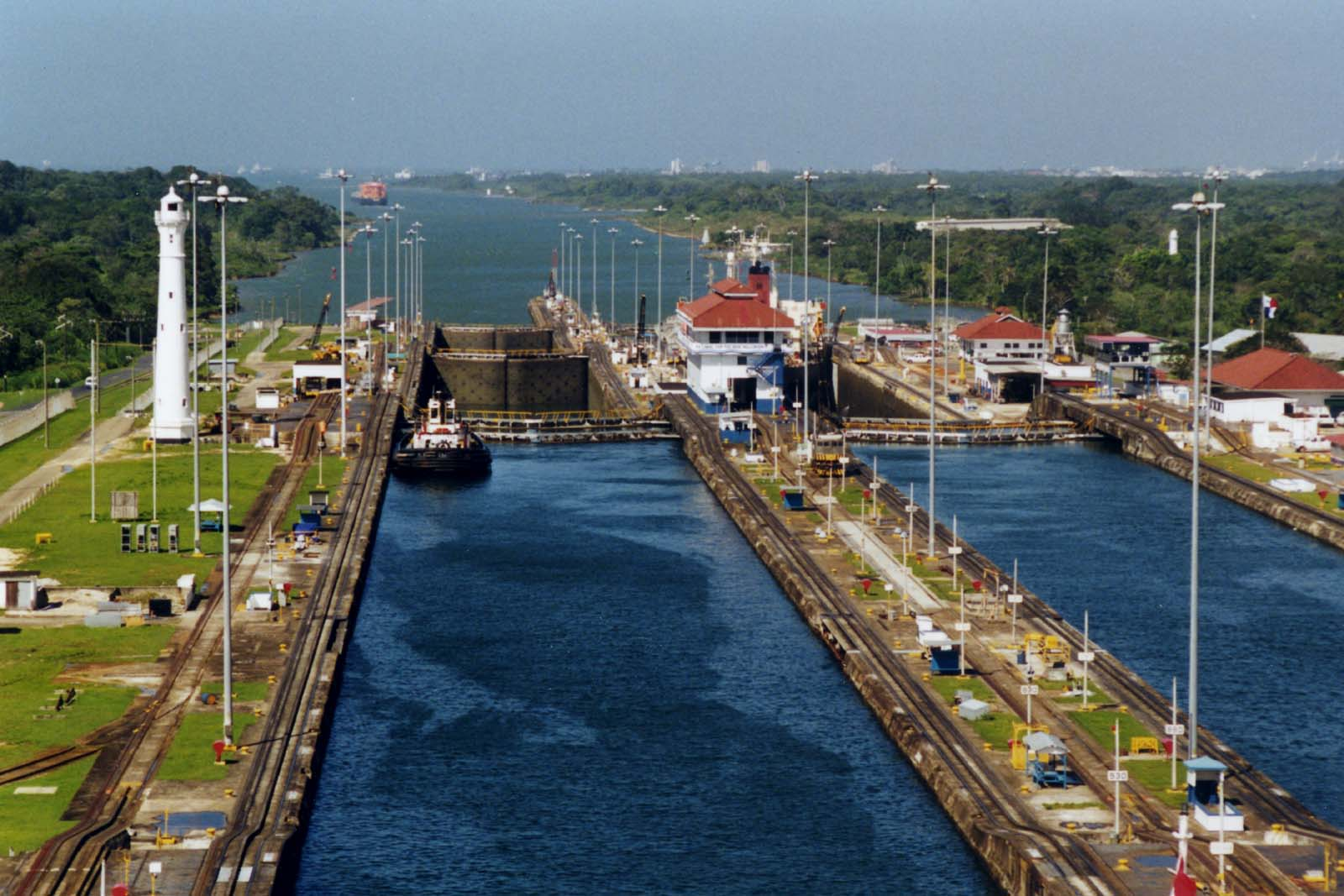
Las esclusas de Gatún del canal de Panamá, vista hacia norte hacia el océano Atlántico.

Estas dimensiones determinan el tamaño máximo de las naves que pueden utilizar el canal. Este tamaño se conoce con el término Panamax. La elevación total (la altura a la cual una nave es subida o bajada) en los tres pasos de las esclusas de Gatún es 25,9 m (85 pies. La elevación de las dos etapas de Miraflores es 16,5 m (54 pies). La esclusa de Pedro Miguel da una elevación de 9,5 m (31 pies). La elevación en Miraflores varía debido a las mareas extremas en el lado del océano Pacífico, entre 13,1 m (43 pies) en la marea alta extrema y 19,7 m (64,5 pies) en la marea baja extrema. Las variaciones debidas a las mareas en el lado atlántico, por el contrario, son muy pequeñas. 
Las cámaras de esclusa son enormes estructuras de hormigón armado. Las paredes laterales tienen entre 13,7 y 15,2 metros (45 a 55 pies) de espesor en la base. Hacia la parte superior, donde se requiere menos resistencia, se van afinando, en pasos de 2,4 m (8 pies). La pared del centro, entre las cámaras, es 18,3 m (60 pies) de espesor.

## Construcción

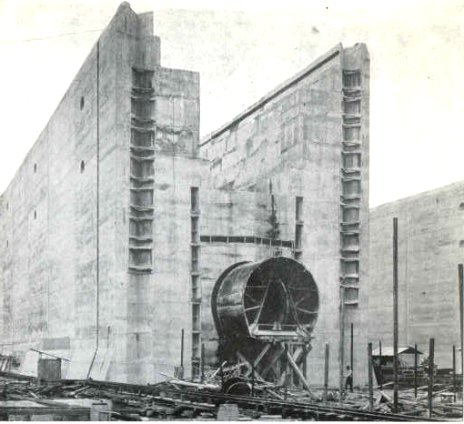
La pared central de las esclusas de Gatún, durante su construcción, en 1910. El hombre parado debajo y a la derecha del sumidero ilustra la escala.

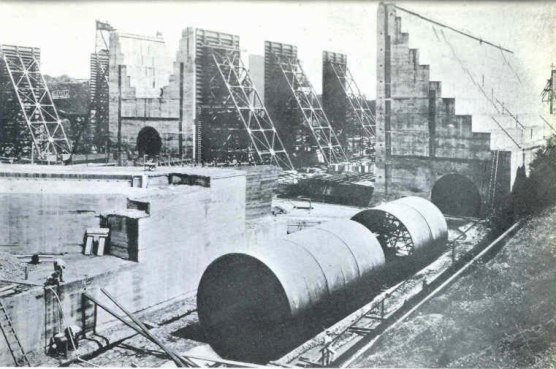
La forma principal de la alcantarilla se puede observar en el primer plano durante la construcción; detrás se puede ver la forma que tendrán las paredes elevadas.

La construcción de las esclusas comenzó con el primer hormigón puesto en Gatún, el 24 de agosto de 1909.
Las esclusas de Gatún se construyeron en un corte hecho en una colina que confina el lago, requiriendo la excavación del de 3 800 000 m (5 000 000 yardas cúbicas) de material, sobre todo roca, y la fabricación de 1 564 400 m (2 046 100 yardas cúbicas) de hormigón.
La gran cantidad de material utilizado en la construcción de las esclusas, requirió la utilización de grandes extensiones de tierra para manejar la piedra y el cemento. La piedra fue traída de Portobelo para las esclusas de Gatún; el lado del Pacífico utilizó piedra extraída de la colina del Ancón.
Se construyó un cablevía para transportar el hormigón en Gatún. Se construyeron torres de 26 metros (85 pies), y  cables de alambre de acero de 6 cm (2,5 pulgadas). Los recipientes que se desplazaban por estos cables, llevaban hasta seis toneladas de hormigón a la vez. Se construyeron ferrocarriles eléctricos para llevar la piedra, la arena y el cemento desde los muelles hasta las mezcladoras de hormigón, desde donde otro ferrocarril eléctrico, llevaba dos recipientes de 6 toneladas a la vez a los cablevías. Las construcciones, más pequeñas, en Pedro Miguel y Miraflores utilizaron grúas y locomotoras de vapor de modo similar.

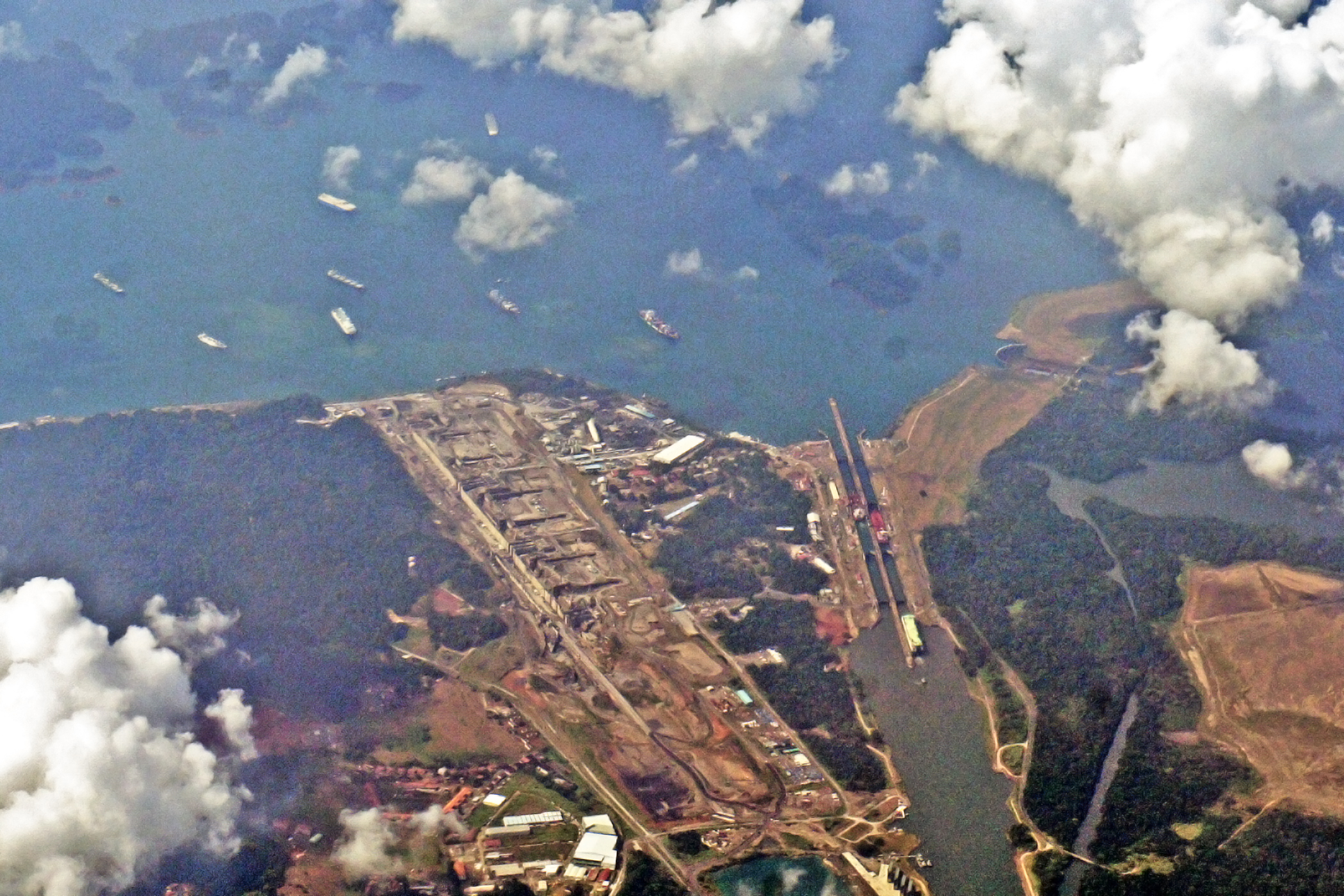
Vista aérea de las esclusas de Gatún. En la parte superior, varios barcos en el lago Gatún esperando para atravesar las esclusas. En la parte inferior, el canal de salida al océano Atlántico. A la izquierda de las esclusas existentes, el área de construcción para las nuevas esclusas con las cámaras para reciclar agua parte de la ampliación del canal de Panamá.

El hormigón se moldea normalmente por el método de encofrado (estructuras temporales que dan forma al hormigón mientras se fragua). Para una construcción simple, éstos serían hechos normalmente  de madera, pero la escala de las esclusas exigió moldes extraordinarios.
Los moldes de las paredes consistían en torres afrontadas, con las hojas verticales apoyadas, 19 cm (7 pulgadas del ½), con carriles para permitir que las esclusas se construyeran en secciones; una sección de la esclusas se vertía detrás del molde, y una vez fijada, el molde se desplazaba para hacer la sección siguiente. Cada una de las doce torres tenía 23,8 m (78 pies) de alto por 11,0 m (36 pies) de par en par. Los moldes para los sumideros fueron hechos de acero y eran plegables, así que se podían retirar y ser desplazadas adelante después de que cada sección del sumidero hubiera fijado. Había, en total, 33 moldes para los sumideros del centro y del flanco, cada 3,7 m (12 pies) de largo; y 100 moldes más pequeños para los sumideros laterales.
Las esclusas del lado del Pacífico se finalizaron primero; en Pedro Miguel en 1911 y Miraflores en mayo de 1913.
El remolcador de altura "Gatún" —usado para trasladar las gabarras desde el Atlántico— tuvo el honor el 26 de septiembre de 1913, de hacer el primer ensayo de cierre de las esclusas de Gatún. La operación fue un éxito, aunque todas las válvulas fueron controladas manualmente, ya que el tablero de control central aún no estaba listo.

## Volumen y drenaje

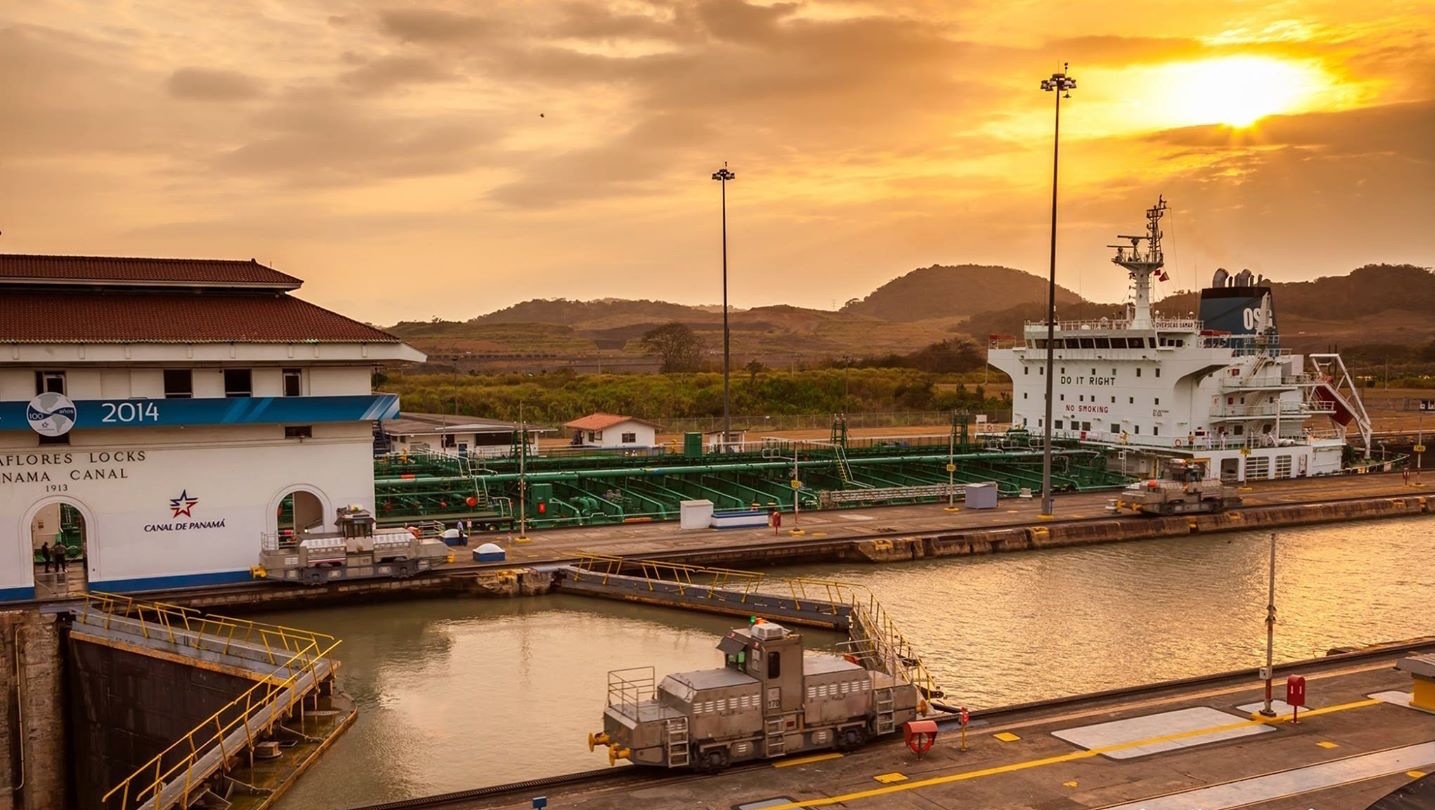
Esclusas de Miraflores.

Cada cámara de esclusa requiere 101 000 m³ (o 26 680 000 galones americanos; 22 220 000 galones imperiales), para llenarla desde la posición de bajada a la posición de subida. La misma cantidad de agua debe ser drenada de la cámara para volver a bajar el nivel. En las paredes del lado y del centro se encuentran tres aberturas grandes, que se utilizan para llevar el agua del lago a las cámaras, y de cada cámara a la siguiente inferior, o al mar.
Estas aberturas tienen un diámetro de 6,71 m (22 pies) al inicio, y 5,49 m (18 pies) en la salida.
Hay catorce sumideros cruzados en cada cámara, cada uno con cinco aberturas; siete sumideros cruzados principales del flanco alternan con siete sumideros de la pared de centro.
El agua se mueve por gravedad, y se controla por enormes válvulas en los sumideros. Cada sumidero cruzado se controla de manera independiente. Una cámara de esclusa se puede llenar en tan solo ocho minutos. Durante este proceso, se produce una gran turbulencia en la cámara cerrada.

## Compuertas

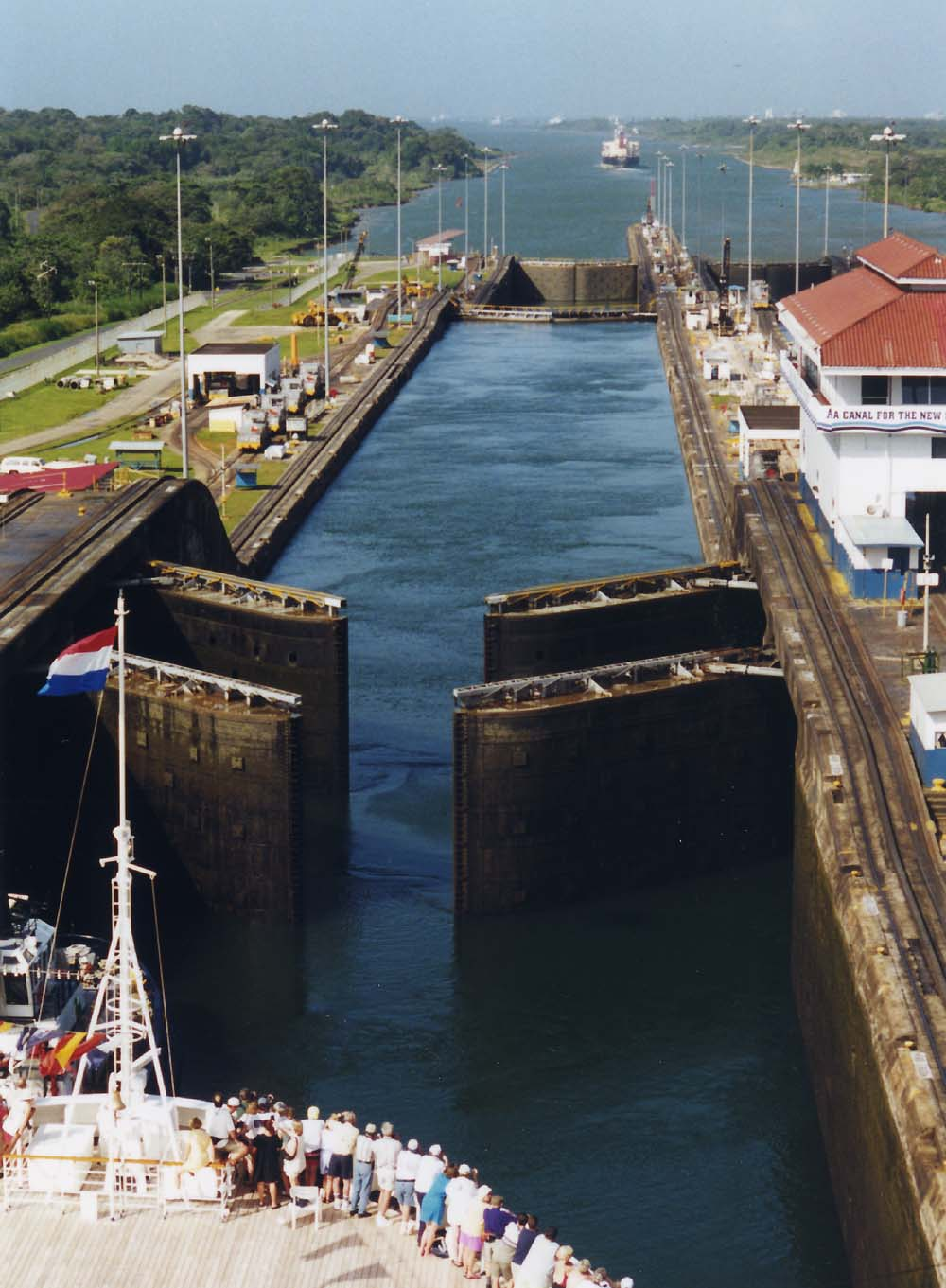
Las compuertas de las esclusas de Gatún se abren para un crucero entrante desde el lado del Caribe del canal. Las compuertas en ambos extremos de la cámara superior son dobles por seguridad.

Las compuertas que separan las cámaras en cada etapa, deben retener un considerable peso de agua, y deben ser fiables y bastante fuertes para soportar accidentes, ya que el fallo de una puerta podría provocar una inundación catastrófica aguas abajo.
Estas puertas tienen un tamaño enorme, con una altura de entre 14,33 y 24,99 m (47 a 82 pies), dependiendo de la posición, y son 7 pies (2,13 m); las puertas más altas son las de Miraflores, debido a la amplitud de las mareas. Cada puerta tiene dos hojas, de 65 pies (19,81 m) de par en par, que les da una forma aproximada de V, con el vértice contra la corriente. Las hojas más masivas pesan 662 t (ST 730; LT 652); las bisagras pesan cada una 16,7 t (36 817 libras).
La maquinaria original de la puerta consistía en un enorme rodillo impulsor, accionado por un motor eléctrico, el cual iba conectado a una biela, que a su vez estaba unida al centro de la puerta.
Estos mecanismos fueron sustituidos por puntales hidráulicos en enero de 1998, después de 84 años de servicio. Las puertas son huecas y boyantes, como el casco de una nave, y están tan bien equilibradas que dos motores de solo 19 kW (25 cv) son suficientes para mover cada hoja de la puerta. Si un motor falla, el otro puede todavía cerrar la puerta a velocidad reducida.
Cada cámara también contiene un par de puertas auxiliares que se pueden utilizar para dividir la cámara en dos. Se diseñó así para permitir el tránsito de buques más pequeños, sin llenar toda la cámara de agua. Originalmente, fueron incorporadas debido al hecho de que la inmensa mayoría de las naves de principios de los años 1900, tenían menos de 600 pies (183 m) de longitud, y por lo tanto no necesitaban toda la cámara de cierre. Estas puertas se utilizan poco hoy en día, ya que los barcos pequeños, tales como buques de viajeros, arrastreros y yates transitan en grupos.

## Locomotoras o «mulas»

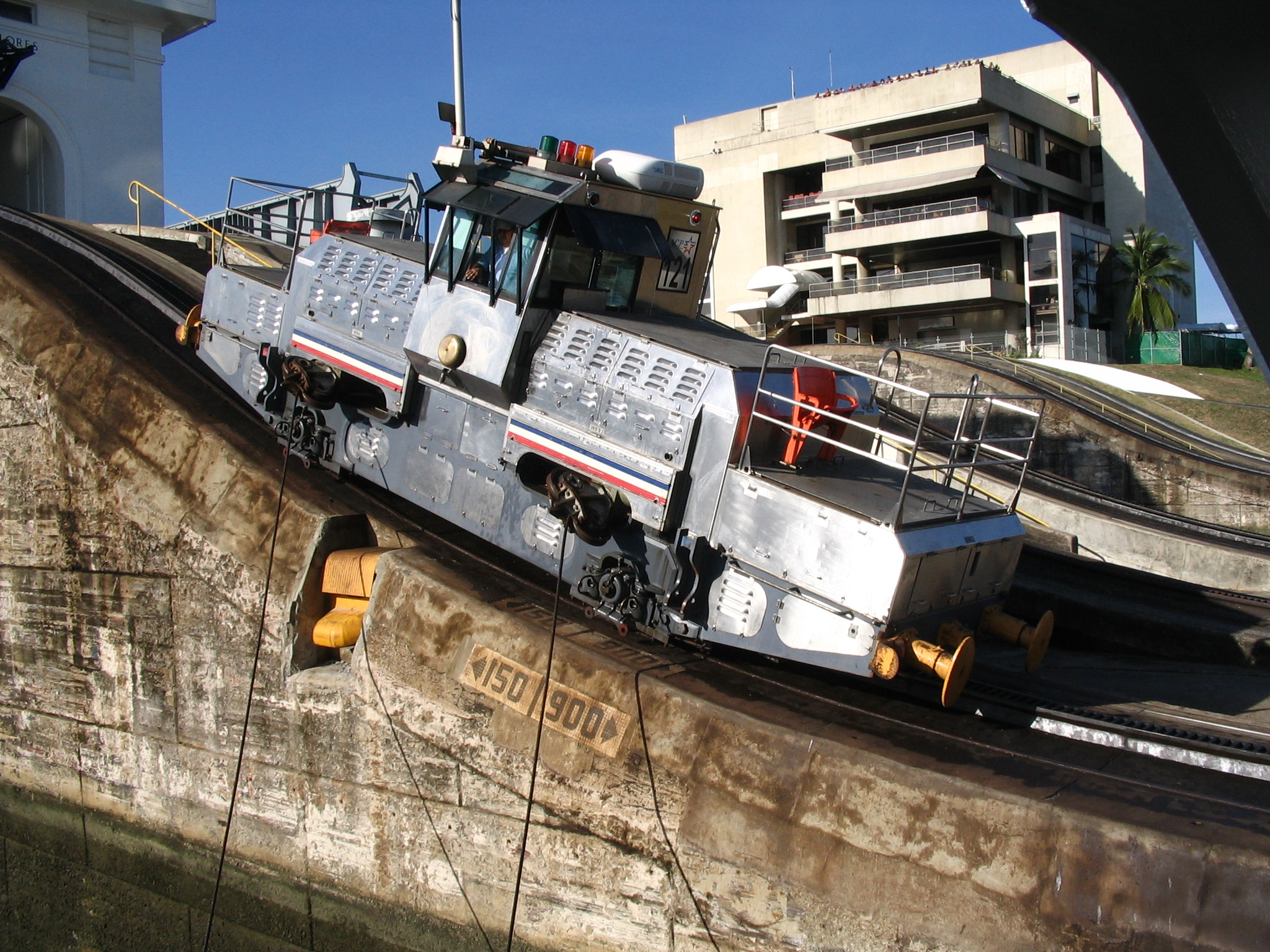
Una «mula» en acción en las esclusas de Miraflores. Al fondo se puede ver el Centro de Visitantes de Miraflores.

Desde el principio se consideró que, por seguridad, las naves tendrían que ser dirigidas, dentro de las cámaras de la esclusa, por locomotoras eléctricas de remolque —conocidas como "mulas" (llamadas así en homenaje a los animales usados tradicionalmente para tirar de las gabarras)— sobre las paredes laterales de las cámaras. Estas mulas permiten el control lateral y el frenado de los buques. La fuerza para mover el buque, en y a través de las esclusas, es proporcionada por los motores de las naves, y no por las «mulas». Cuando una nave se acerca a las cámaras, primero se levanta hasta la altura de la paredes laterales, que son extensiones de las paredes del centro de las esclusas, donde las mulas la toman bajo control. En el caso de naves grandes, hay dos mulas en cada lado, y otras dos en cada lado a la altura de la popa —ocho en total—, permitiendo el control preciso de la nave.
Las mulas corren sobre rieles en la parte superior de las paredes de las cámaras. Cada mula tiene un  potente torno, gobernado por el conductor, que se encarga de mover la nave hacia adentro de la cámara  o de pararla, manteniendo la nave centrada en la esclusa mientras se desplaza. Bastan 60 cm (dos pies) de espacio en cada lado de la nave, requiriéndose gran habilidad por parte de los operadores. Buques más pequeños, tales como pequeños barcos de pasajeros y yates privados, transitan merced a cables de amarre  manejados manualmente por los operarios de la nave.

## Características de seguridad

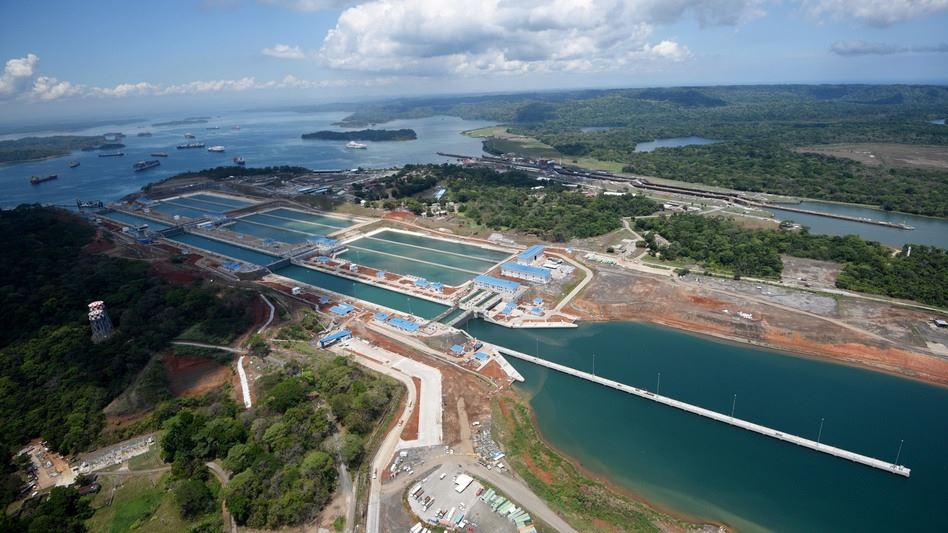
Nuevas esclusas de Agua Clara del Canal de Panamá (lado Atlántico). Los tres juegos de cuencas de ahorro de agua se muestran en la parte superior de las esclusas del canal, año 2017.

Un fallo de las puertas de la esclusa (por ejemplo, causado por una nave que golpee una puerta que produzca un boquete), podría suponer la inundación de las tierras río abajo de las esclusas, ya que el lago sobre las esclusas (lago Gatún o lago Miraflores) drena a través del sistema de la esclusa. Para ofrecer seguridad ante esta eventualidad, se utilizan puertas dobles en ambos extremos de la cámara superior en cada tramo de la esclusa. Por tanto, hay cuatro puertas en cada tramo de las esclusas que tendrían que ceder para que la inundación pasara aguas abajo. Hay puertas adicionales a 21 m (70 pies) de las puertas de funcionamiento. 

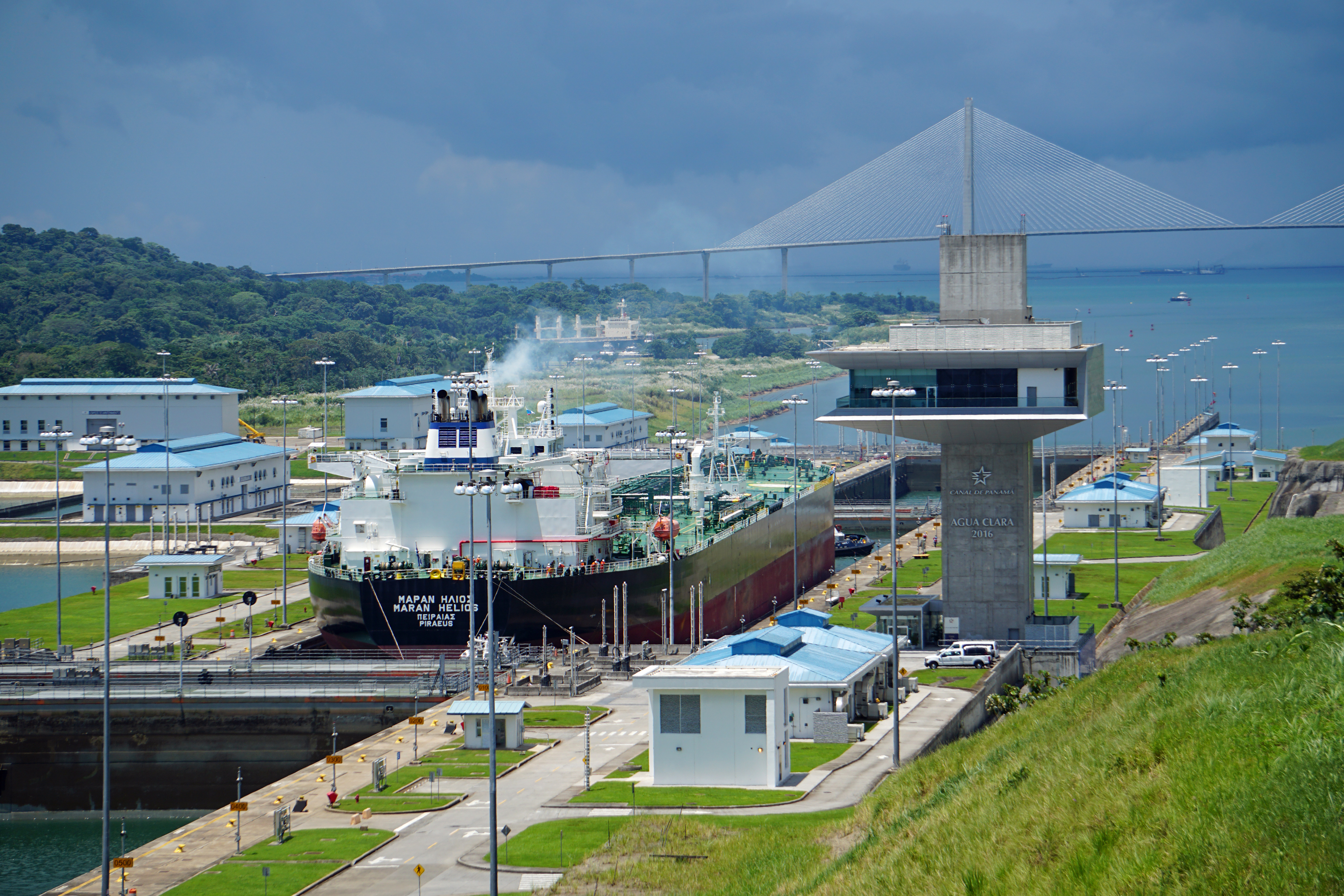
Barco Neopanamax atravesando las nuevas esclusas de Agua Clara hechas tras la ampliación del canal de Panamá en el año 2019.

Originalmente, las esclusas también contaban con barreras de cadena, que eran desplegadas a través de las cámaras de esclusa para evitar que una nave pudiese perder el control y chocase con una puerta, siendo después bajadas hasta el suelo de la esclusa para permitir el tránsito de la nave. Estas cadenas de defensa incorporaban mecanismos de frenado, elaborados para permitir que una nave de hasta 10 000 toneladas, pudiera ser parada con seguridad; sin embargo, dado que las mulas facilitaban el control preciso de las naves, estas cadenas fueron haciéndose innecesarias. Como muchos de los buques que utilizaban el canal desplazaban más de 60 000 t, y dado el costo de mantenerlas, las cadenas de defensa fueron reducidas en gran número en 1976 y finalmente retiradas en 1980. Además de esto, el diseño original de las cámaras tenía una característica adicional de seguridad: las represas de emergencia, que se podrían desplazar a través de las esclusas desde el extremo superior de cada pared lateral, constituyendo puentes de balanceo, las planchas de acero de los cuales eran bajadas hasta el suelo de la esclusa, bloqueando el flujo de agua. Se realizaban pruebas mensualmente, de día y de noche, para asegurarse de que estas represas se podrían desplegar en caso de emergencia.
En los últimos 30 años, las represas originales fueron sustituidas por otras nuevas, aumentando las ranuras en la parte inferior de las cámaras de esclusa, hidráulicamente o neumáticamente. Esas nuevas represas fueron retiradas a finales de la década de 1980, y en la actualidad no hay represas para situaciones de emergencia.

## Controles
Puesto que todo el equipo de las esclusas funciona eléctricamente, todo el proceso de desplazamiento de las naves, hacia arriba o hacia abajo, se puede controlar desde una sala de mando central, que está situada en el centro de la parte superior de la pared de la esclusa. Los controles fueron diseñados desde el principio para minimizar los errores del operador, e incluyen un modelo completo de las esclusas, con los componentes móviles que reflejan los estados de las puertas de las esclusas y de las válvulas reales. De esta manera, el operador puede ver exactamente en qué estado están las esclusas y las válvulas hidráulicas.
Dispositivos de seguridad mecánicos incorporados a los controles aseguran que ningún componente se pueda mover mientras otro esté en una posición incorrecta; por ejemplo: la apertura de las válvulas de drenaje y del terraplén de una cámara de esclusas simultáneamente.